# Omgekeerde Dendermonde

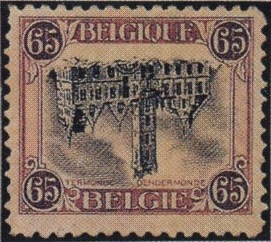
De 'Omgekeerde Dendermonde'

De Omgekeerde Dendermonde is een Belgische postzegel van 65 cent, uitgegeven in 1920. Het catalogusnummer is:
- 182A-Dr (Officiële Belgische Postzegelcatalogus)
- 182A    (Yvert et Tellier-catalogus)
- 124F    (Michel-catalogus).

## Achtergrond en geschiedenis
De postzegel, die het stadhuis van Dendermonde afbeeldt, werd uitgegeven in 1920 en was verkrijgbaar vanaf 5 augustus. Het einde van de frankeergeldigheid was op 1 mei 1931.
De zegel was een aanvulling op een reeks die verscheen tussen 1915 en 1919 waarvan de lagere waarden - 1 cent tot 25 cent - Koning Albert I afbeeldden en de hogere waarden - 35 cent tot 10 Frank - verschillende onderwerpen.
Oorspronkelijk was het de bedoeling dat de postzegel een frankeerwaarde van 20 cent zou hebben. Omdat de posttarieven wijzigden en er behoefte was aan het expressetarief van 65 cent, werd de zegel in deze waarde gedrukt.
Er werden 10 miljoen exemplaren besteld. De zegel werd ontworpen, gegraveerd en gedrukt door de Nederlandse firma Joh. Enschedé in Haarlem. Omdat er een tekort was aan papier, werd de zegel in twee oplages gedrukt, die te onderscheiden zijn door het formaat van het zegelbeeld. De eerste oplage heeft een zegelbeeldformaat van 26,25 op 22,5 mm en had een velindeling van 5 op 5, de tweede oplage een beeldformaat van 27 op 22 mm en een velindeling van 100 (10 op 10). De tanding is 11,5.

## De omkering
Bij twee velletjes van de eerste oplage was het middenstuk omgekeerd gedrukt. Het eerste vel werd gedeeltelijk verkocht in Gent. Toen de fout werd opgemerkt, waren er reeds 18 van de 25 zegels verkocht. Bij de drukker werd nog een tweede vel van 25 onderschept. Die werden vernietigd door de Post.
Ook van de tweede oplage bestond één vel met omgekeerd middenstuk. 50 van deze zegels werden in Leuven ontdekt, maar werden onderschept zodat ze niet aan het publiek verkocht werden. Deze zegels werden verbrand. De 50 die zich nog in Nederland bevonden, werden versneden in bijzijn van Belgische en Nederlandse getuigen.

## Bekende zegels
Van de eerste oplage zijn 17 exemplaren bekend, 15 postfrisse en 2 afgestempelde. De enige bekende afstempeling is "Gand 13/8/1920".
In 1942 werd een Brusselse postzegelhandelaar, die in het bezit was van twee exemplaren, vermoord. De moordenaar en de twee postzegels zijn nooit achterhaald.

## Waarde
De postzegel heeft in 2022 een cataloguswaarde van € 140.000,- en is daarmee de duurste Belgische postzegel.

## De postzegel in de populaire cultuur
- In 2003 was de postzegel het onderwerp van de strip Het mysterie van de omgekeerde zegel in de reeks De onvrijwillige avonturen van Stam & Pilou.
- In 2004 was de postzegel het onderwerp van het jeugdboek De omgekeerde Dendermonde van Henri van Daele.

Audrey Hepburn-postzegel · Baden 9 kreuzer kleurfout blauwgroen · Bazeler duif · Benjamin Franklin 1c Z-grill · British Guiana 1c magenta · Curtiss Jenny kopstaand · Gele dom · HMS Glasgow foutdruk · Omgekeerde Dendermonde · Penny Black · Post Office Mauritius · Rode Mercurius · Sachsendreier · Schwarzer Einser · Tre skilling banco geel